# Vasile Ursu Nicola
Vasile Ursu Nicola (né en 1731 à Arada en Transylvanie, mort le 28 février 1785 à Alba Iulia (à cette époque Karlsburg en grand-duché de Transylvanie, dans l'empire autrichien), connu sous le surnom de « Horea », est un paysan transylvain qui, avec Ion Oargă (surnommé « Cloșca ») et Marcu Giurgiu (surnommé « Crișan »), ont mené la révolution transylvaine de 1784 à partir du pays des Moți dans les Carpates occidentales roumaines, les hostilités contre les forces impériales autrichiennes durant deux mois. Après que la révolution a été brutalement réprimée, Crișan s'est pendu en prison, tandis que Horea et Cloșca ont été exécutés après avoir subi le supplice de la roue.

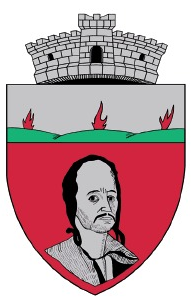
Portrait de Horea sur les armes de son village natal

Horea, plus que les deux autres, est devenu une figure légendaire parmi les Roumains transylvains et un héros populaire en Roumanie, au point que le mouvement auquel ils ont participé est appelé « jacquerie de Horea, Cloșca et Crișan » (răscoala lui Horea, Cloșca și Crișan),. Arada, son village natal dans le județ d'Alba, a été renommé Horea en son honneur, et son portrait figure sur les armes de la commune. En outre l'une des deux divisions roumaines combattant contre les forces de l'Axe dans les rangs des Alliés, s'est aussi appelée « Horea, Cloșca et Crișan » (en).

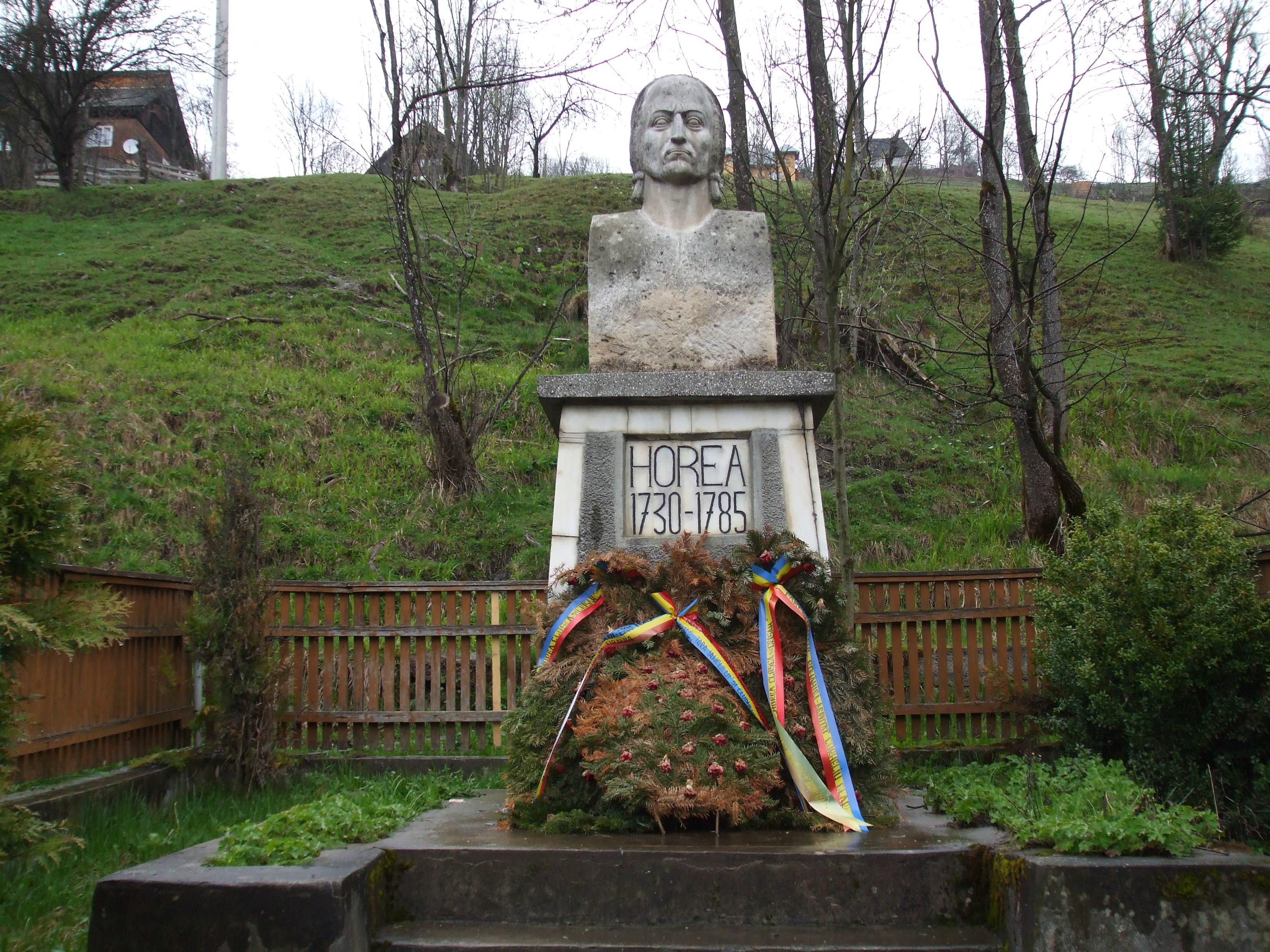
Buste de Horea

À l'époque communiste, les autorités commandèrent en 1984 au réalisateur Mircea Mureşan un film idéologiquement orienté dans le sens que Catherine Durandin appelle « national-communiste » décrivant un combat transylvain à la fois national (des roumains contre les austro-hongrois) et social (des paysans et des travailleurs contre les « classes exploiteuses »), sous le titre Horea. 